# مطبخ سوداني

موقع السودان

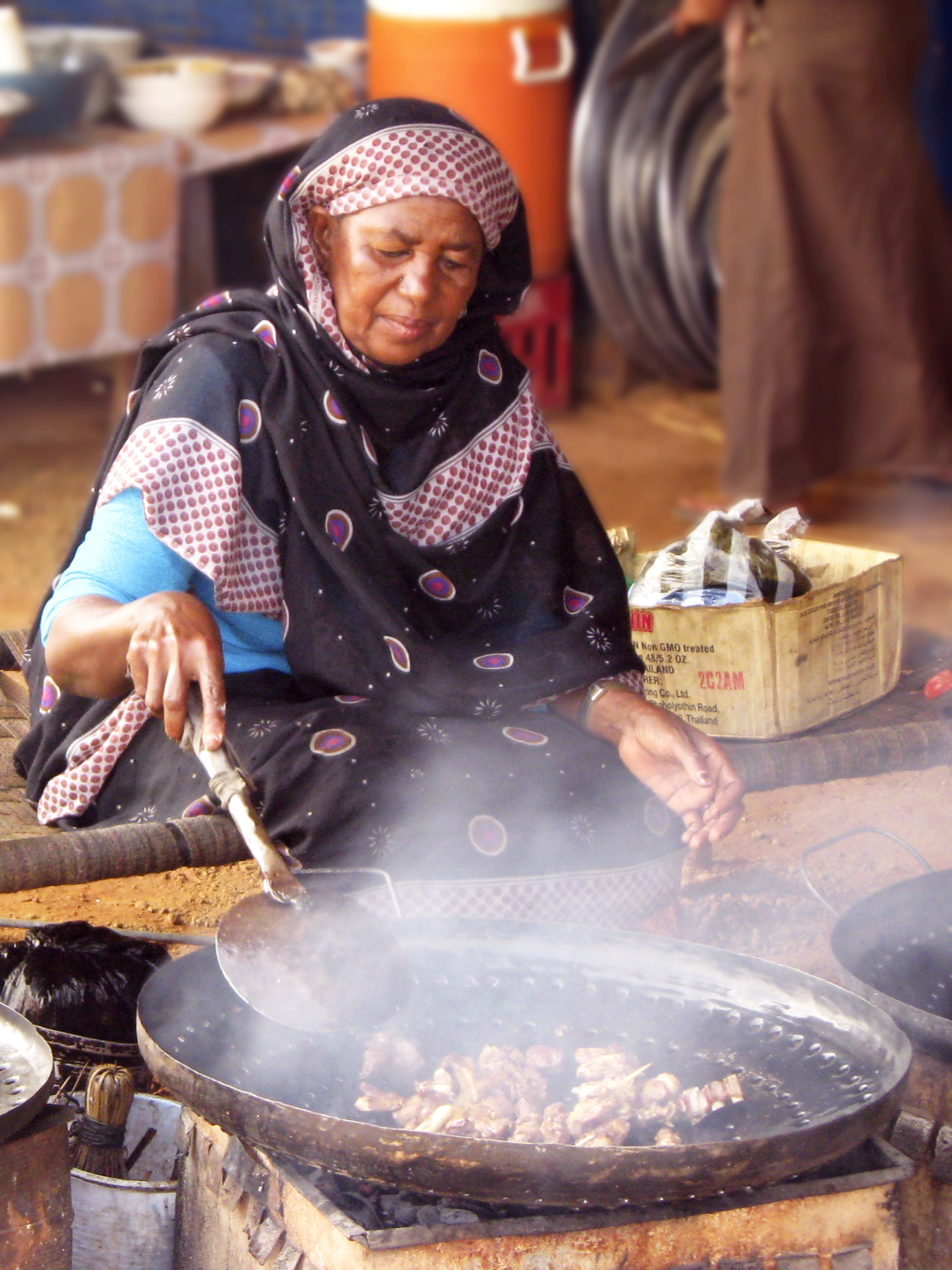
إمرأة سودانية تطبخ

يشتهر المطبخ السوداني بمذاقه السوداني الخاص مع وجود بعض التأثيرات الغذائية التي تثريه، خاصة التأثيرات المصرية والأرثوذوكسية، التركية والتأثيرات الشامية في الحلويات. العديد من الأطعمة السودانية ما زالت موجوده منذ آلاف السنين عند السودانيين مثل الخبز الذي يطلق عليه السودانيون (الرغيف) أو (العيش البلدي) والفول المدمس وكعك عند السودانيين في عيد الفطر وعيد الاضحى.
معظم الأكلات السودانية التقليدية التي تؤكل مع الكسرة والقراصة والعصيدة أو «اللقمة» كما تسمى في بعض المناطق تتكون من إدام يطلق عليه محليا اسم «المُلاح» بضم الميم يختلف على حسب مكوناته مضافا إليه «الويكة» وهي نوع مطحون من البامية تعطي قواماً لزجاً كما توجد بعض أنواعه تخلو من الويكة وأيضا بعض الأحيان يضاف اليه نوع من اللحم يأتي بيانه في سياق هذه المقالة.
أثر المطبخ التركي كثيراً في المطبخ السوداني، فمنحه نكهة مميزة، من أشهر الأطعمة التركية التي توجد في المطبخ السوداني: الكباب والكفتة والشاورمة بجانب حلويات مثل البقلاوة.
الحلويات الشامية والمصرية أيضاً دخلت المطبخ السوداني وتعرف بالحلويات الشرقية أو الشامية.
كما يشتهر السودانيون بصنع المدائد - جمع مديدة - وهي عبارة عن حساء مكثف حلو المذاق تختلف على حسب ما يصنع منه مثل مديدة النشأ أو الدخن أو الذرة أو التمر هندي أو الحلبة وغيرها.
كما يشتهرون أيضاً بعمل ما يسمى بالبليلة وهي عبارة عن مسلوق أنواع من الحبوب أو البقول تختلف أيضاً على حسب مكونها ومنها المالح والحلو.
اللحوم في السودان لها مكانة خاصة ويعتبر السودانيون أكثر الشعوب إستهلاكاً للحوم ومن أهم الأنواع استعمالاً
لحم مقدد: يجفف ويضاف إلى أغلب أنواع الملاح مع الويكة.
الأقاشي: وهو نوع من الشواء يشبه الكستليتة ولكن له نوع خاص من البهارات التي تشبه الكاري والفلفل الحار يقدم معه.
شية السلات: وهو شواء اللحم على نوع من الحجارة المحماة الموضوعة على طبقة من الجمر.
بالإضافة إلى باقي أنواع الشواء المعروفة.
كما يوجد نوع من الأكلات السودانية يسمى «المرارة» وهو عبارة عن تحضير اجزاء من حيوان مذبوح حديثا ويشترط أن يكون حديثا وهي الكبد والرئة أو «الفشفاش» بالعامية السودانية والجزء السميك من المعدة «الكرش أو أم فتفت» بالعامية تقطع ويضاف اليها الليمون والفلفل الحار والعصارة الصفراوية «العتي بفتح العين وتشديد التاء» وتؤكل نيئة.
الكمونية: من أشهر أكلات السودانيين وهي عبارة عن مطبوخ أجزاء من الأمعاء والكرش.
الباسم: وسمي بذلك لأن رأس الحيوان بعد سلخه يبدو وكأنه يبتسم وهو تحضير لحم الرأس يجدر الذكر أن السودانيين يعافون أكل العين أو الدماغ.
النيفة: وهو وضع الرأس بعد قطع الأذنين في حفرة بها حطب مشتعل ثم سلخه وأكله بعد ذلك.

## أكلات سودانية
- الأقاشي
- ملوخية
- فاصوليا بيضاء
- الرجلة[1]
- ام رقيقة
- بامية
- محشي {طماطم، عجور، كوسة، باذنجان.}
- نعيمية
- بامية مفروكة
- ملاح الويكة
- مسقعة
- فول
- طعمية
- تقلية[2]
- تتبيلة اللحم
- مرقة دجاج
- مديدة حلبة
- مديدة بلح
- قرع
- رز باللبن
- ام علي
- مخبازة
- فتة
- كنافة
- بوش
- شوربة العدس
- فطير
- الكوارع
- كمونية
- قراصة بالسمن
- قراصة بلح
- كبدة دمعة
- مديدة
- شوربة ضان

## منتجات الألبان
- الجبنة المضفرة
- الجبنه
- الزبدة
- السمن
- الروب
- القشطة

## أسماك مملحة
- التركين
- الفسيخ
- الملوحة

## الأطباق المشهورة
- الفول المدمس السوداني ويسود وجبتي الإفطار والعشاء في المدن.
- الملاح ويصنع من الخضروات مثل البامية والملوخية والرجلة والبطاطس والقرع واللحوم بمختلف أنواعها خاصة لحم الضأن أو من البقوليات كالبازلاء والفصوليا والعدس.
- الملاح: ويتم إعداد طبق الملاح بطريقتين:
- إحداهما تعرف بالملاح الـمفروك: وهو الذي تفرك فيه الخضروات بالمفراكة مع مكونات أخرى مثل البصل والزيت والتوابل، حتى تكون لزجة الملمس وتسمى في هذه الحالة لايوق. من أشهر هذه الأطباق
- ملاح الويكة: الذي يصنع من خضار البامية المجففة وهو وجبة واسعة الانتشار في السودان. ويمكن أن يضاف إليها اللبن الرائب فيصبح الطبق ملاح روب، وإذاأضيفت إليه صلصة الطماطم يسمى ملاح نعيمميه.
- ملاح التقليه: وهو يصنع من اللحم المجفف أو القديد المضافة إليه صلصة الطماطم.
- أشهر أطباق ملاح الطبيخ فهي ملاح البطاطس أو الرجلة أو القرع أو البامية.
- اللحوم المشوية خاصة لحوم الضأن والبقر ولحم الإبل أو الجمال، وهذا الأخير لا يؤكل الا على نطاق ضيق في المناطق التي تربى فيها الإبل مثل منطقة البطانة وشرق السودان.
- الكمونية أو الجقاجق: ويصنع بطهي أمعاء وأحشاء الضأن والبقر بالإضافة إلى الرئة وتسمى باللهجة السودانية الفشفاش.
- أم فتفت: وهي المعدة أو الكرش وتؤكل نيئة بعد تنظيفها وإضافة قطع من الكبد إليها ورشها بالليمون والفلفل الحار.
- خلافا لذلك توجد هناك أنواع كثيرة من الأطباق. فالمطبخ السوداني غني بالمأكولات من فطائر ومشويات وحلويات ومشروبات، وذلك لتنوع الثقافات المحلية والتداخل مع الثقافات المجاورة كالمصرية والإثيوبية، وهو بشكل عام متأثر بمطبخ البحر الأبيض المتوسط وشرق أفريقيا.

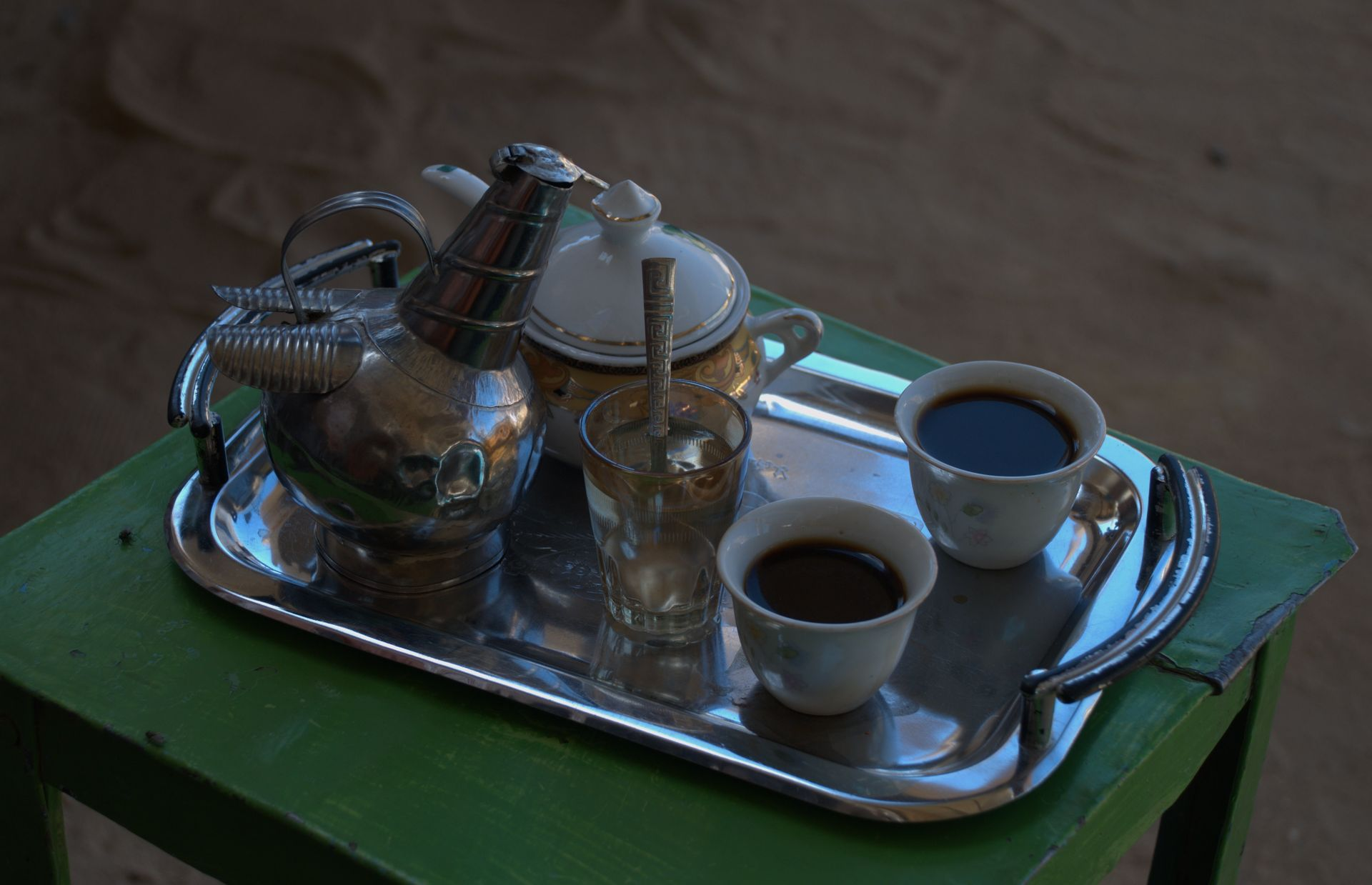
"الجبنة"، مشروب القهوة السوداني

## المنبهات والمكيفات
- القهوة من المشروبات واسعة الانتشار في السودان وتسمى الجبنه وتشتهر في شرق السودان حيث تعتبر جزء مهم من حياة السكان هناك، وفي المدن والمناطق الحضرية حيث تشرب القهوة في المقاهي ولدى بائعات الشاي.
- ينتشر بشكل كبير في مختلف مناطق السودان خاصة في غرب السودان بين قبائل البقارة وفي المدن.
- توجد اندية خاصة لشرب الشاي وسط قبائل البقارة تعرف بأندية البرامكة تيمنا (بـالبرامكة في عهد الخلافة العباسية)، حيث يتم تناول الشاي مع القاء القصائد والأشعار التي تتغني بشربه وتمجيده وهجاء من لا يحب شربه ويعرف بالكمكلي. وقد يضاف الحليب إلى الشاي خاصة عند تناوله صباحا.
- السعوط أو التمباكوهو تبغ معالج محليا ويتم تعاطيه بالفم بوضعه تحت بطانة الشفة السفلى أو اللسان لفترة قبل بصقه.
- السجائر البرنجي من أكثر منتجات صناعة التبغ السودانية رواجا.
- الشيشة وقد انتشرت في الآونة الأخيرة خاصة في المدن والمناطق الحضرية.

## المشروبات
المطبخ السوداني ثري أيضا بالمشروبات العديدة والتي ترتبط في اذهان السودانيين بالمناسبات الدينية وأخرى هي المذاق المحبب إلى قلوبهم، مثل:
- الحلو مر : هو المشروب المحبب إلى قلوب السودانين في شهر رمضان الكريم، والذي يصنع من رقائق تصنع من عجين دقيق الذرة والتوابل والتمور الذي يتم طهيه وتجفيفه وإضافة الماء إليه ثم تصفيته ليصبح مشروبا سائغ المذاق.

فتجد المرأة السودانية تعده بالمنزل في رمضان وبعض الناس يشربونه في غير رمضان خاصة في أيام الصيف الحارة ليكون هو المرطب
- الشاي الأحمر: فهو المشروب الساخن الأول والأكثر شعبية في السودان وخاصة عند أهل الريف يشرب مغليا وعرف الشايقية في الشمال بشغفهم بالشاي.
- (القضيم
- العرديب
- التبلدي
- الليمون) وهي أساسا مشروبات تنتشر في رمضان أكثر من غيرها
- عصير القصب وهو من العصائر التي ظهرت مؤخرا في السودان رغم ان السودان يشتهر بزراعة قصب السكر ولا تجد شارعا في السودان يخلو من بائع لقصب السكر فالسودانيون يحبون عيدان القصب و(العنكوليب).

وهناك مشروبات سودانية خالصة تقدم في مناسبات معينة أبرزها مثل:
- الأبريه الذي يصنع من رقائق رفيعة جدا من الدقيق المحلي المخلوط بتوابل معينة للنكهة، ويتم تناوله في الإفطار خلال شهر رمضان.

ومن المشروبات المنعشة في السودان عصير الليمون والذي تقدمه العائلة عادة لزوارها وضيوفها ومشروب الكركديه الذي يقدم باردا أو ساخنا وعصائر الفواكه المختلفة مثل المانجو والجوافة والجريب فروت والبرتقال وغيرها.

## معرض الصور

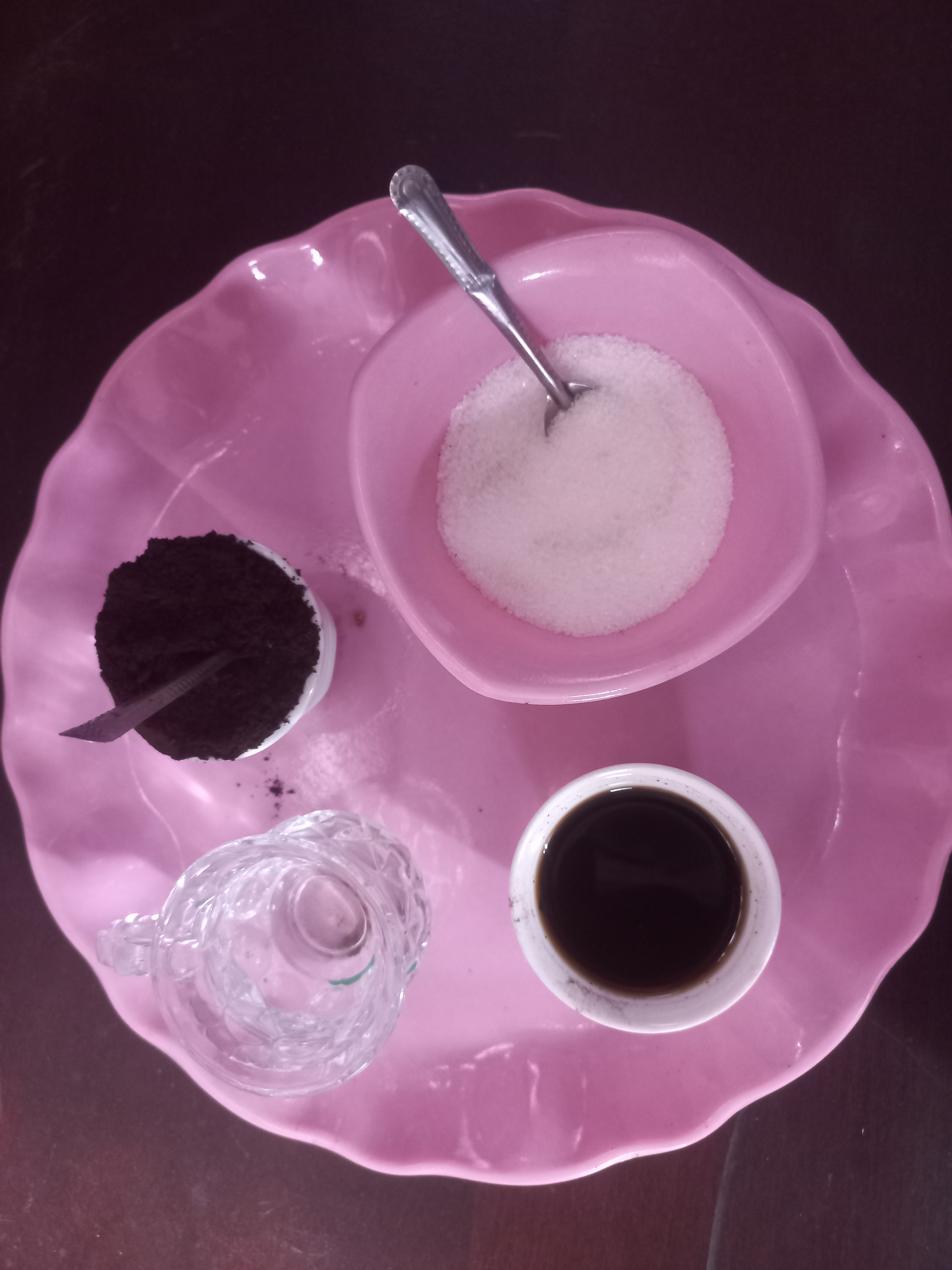
مكونات القهوة السودانية
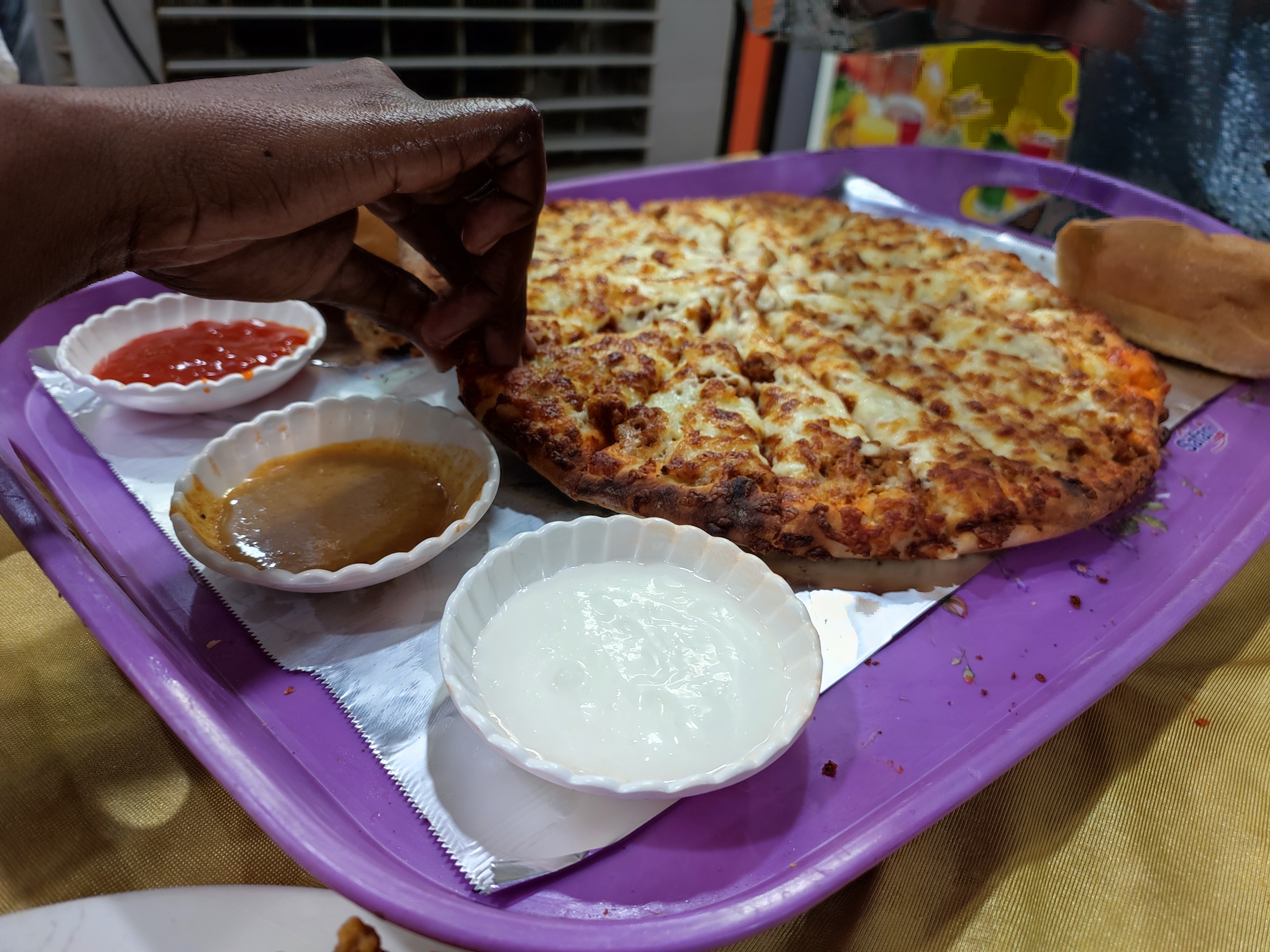
البيتزا بالجبن
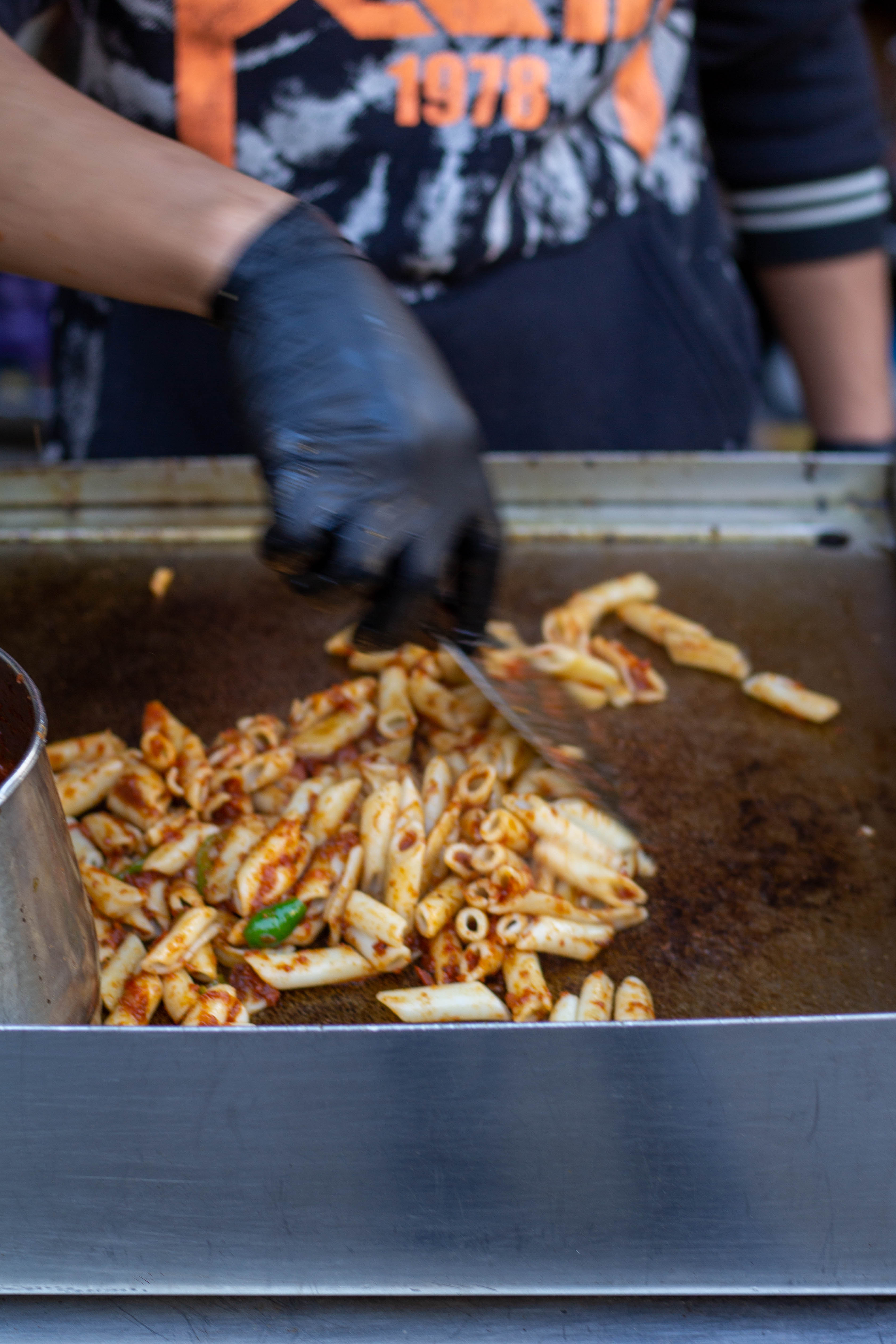
المكرونة
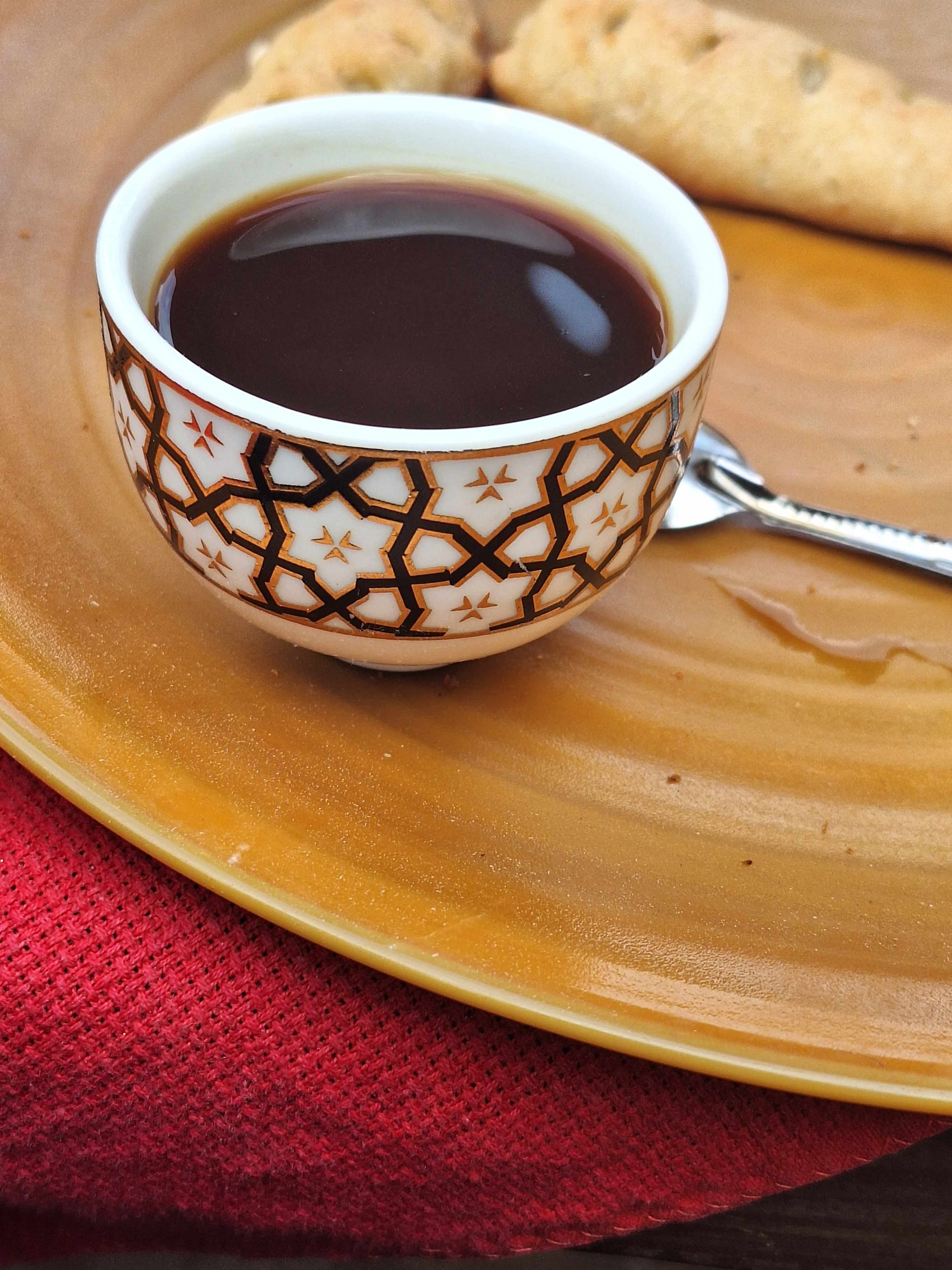
القهوة السودانية
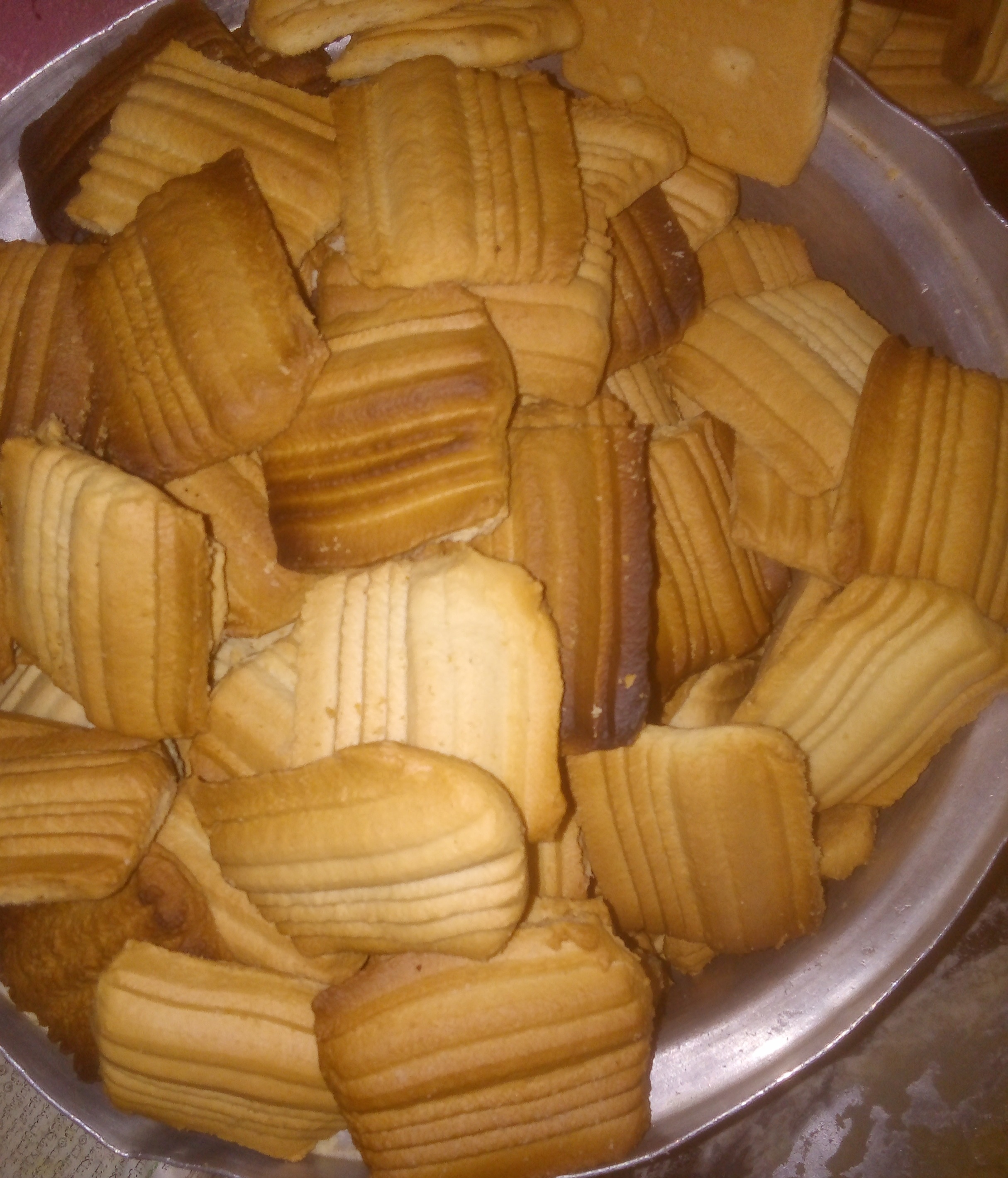
بسكويت شاي سوداني
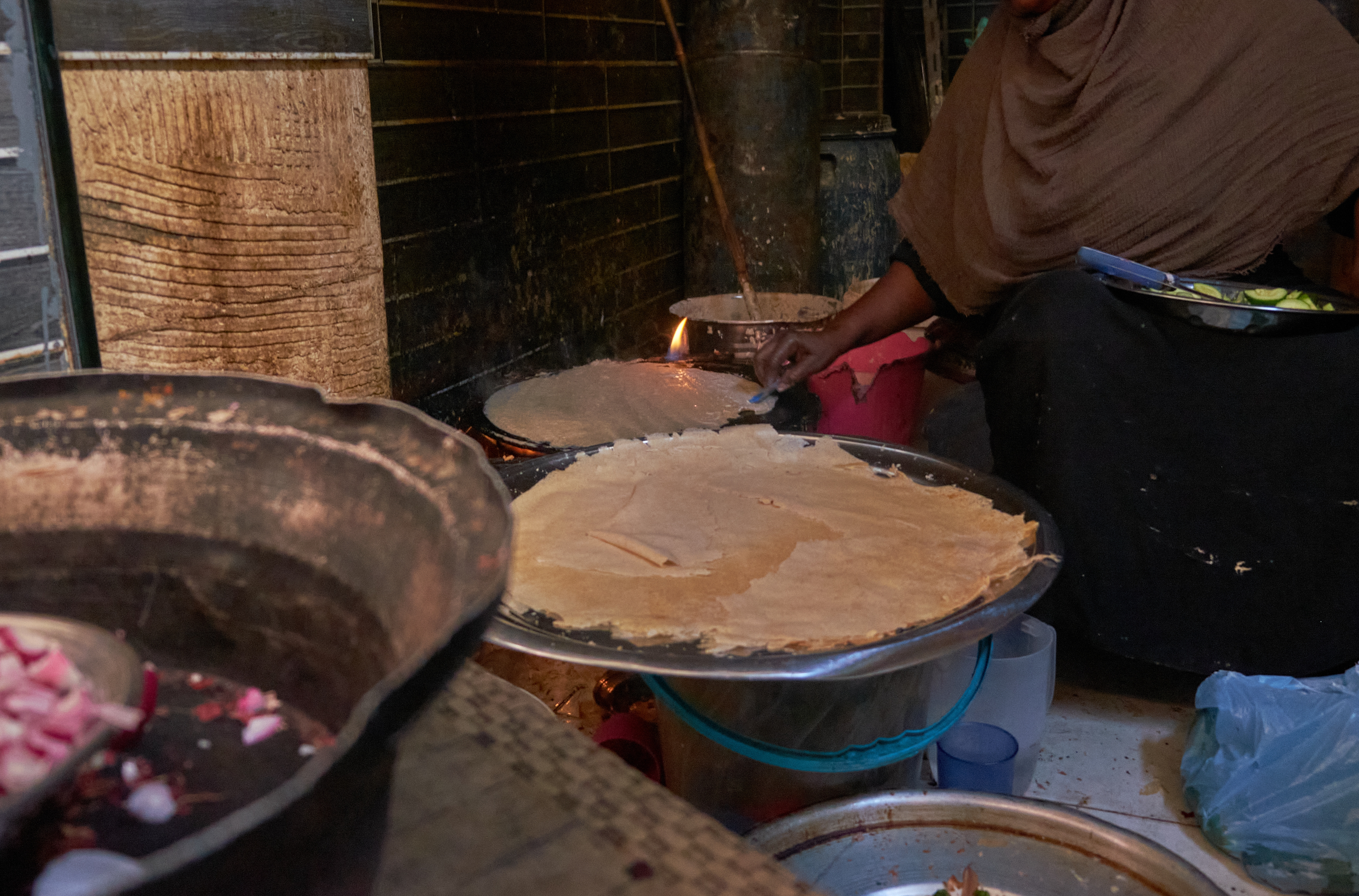
الكسرا
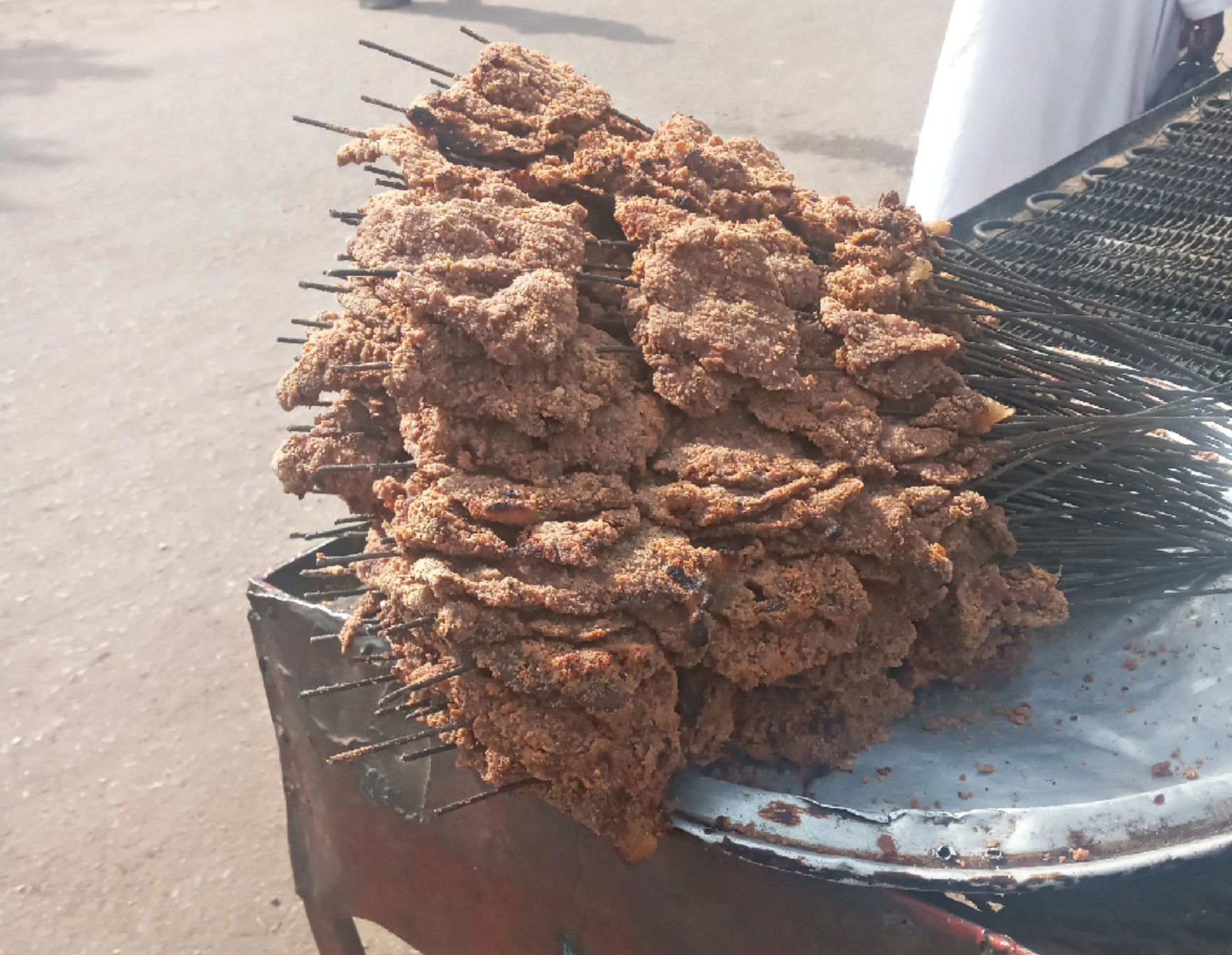
الأقاشي
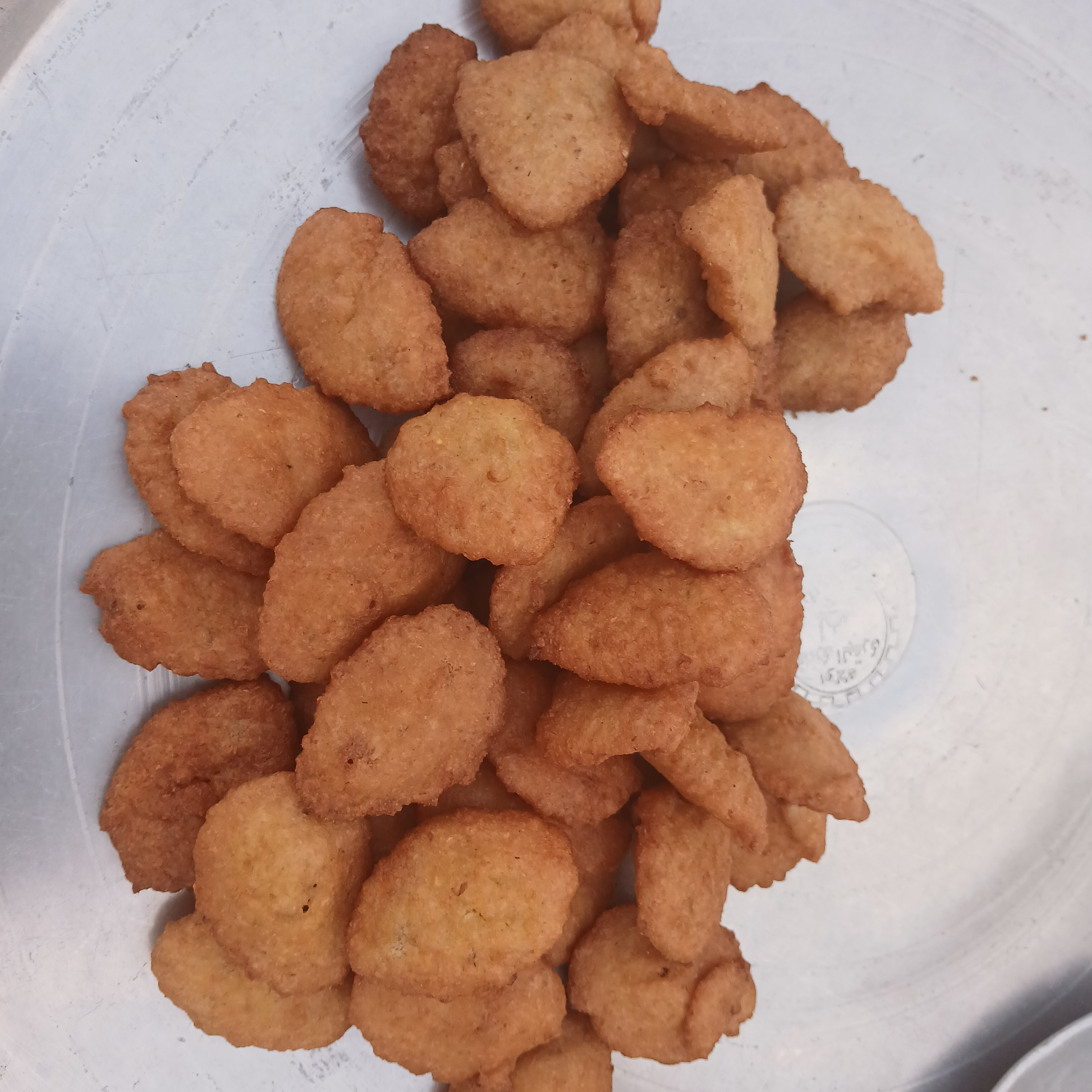
طبق سوداني
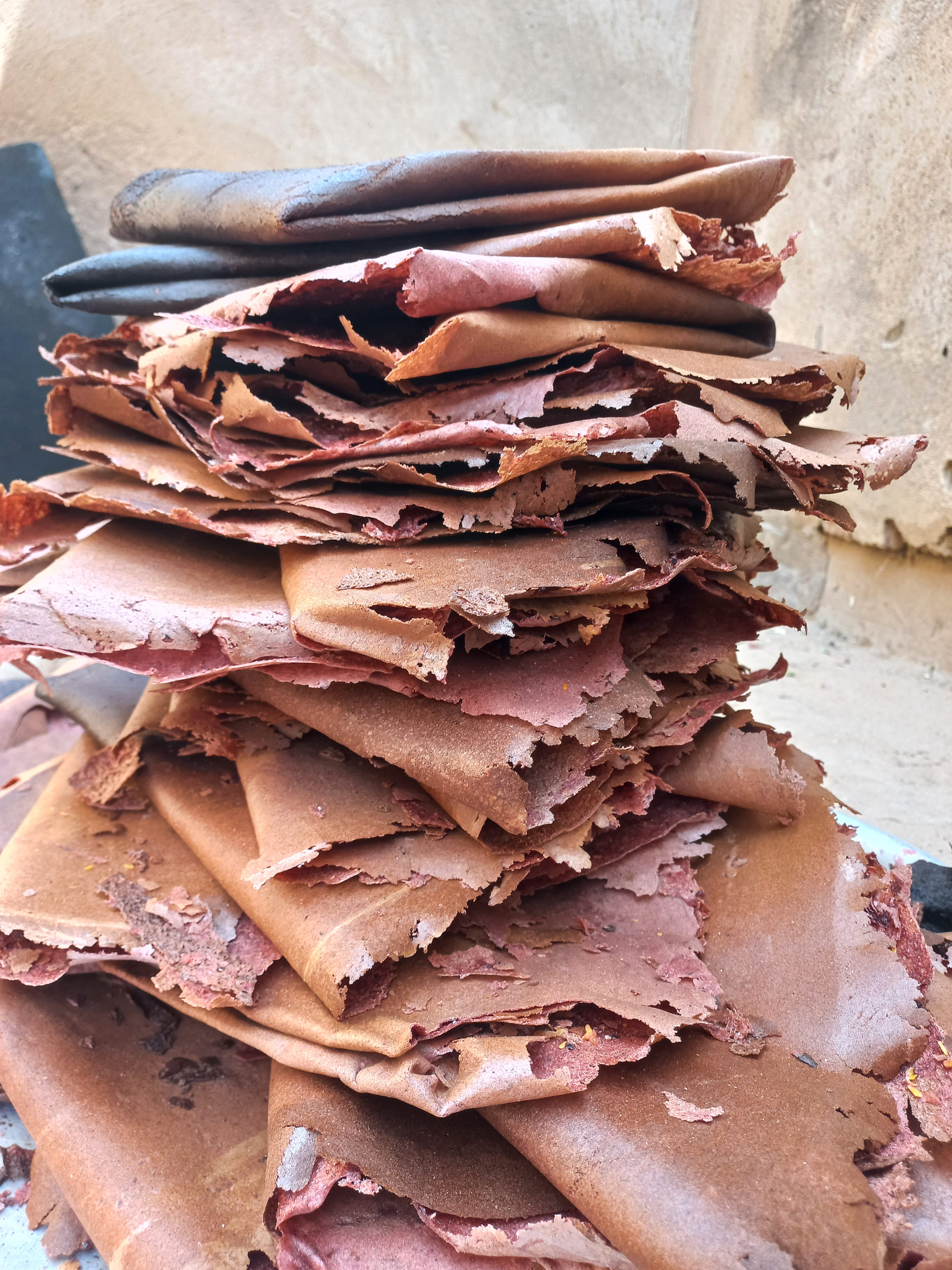
الأبري السوداني
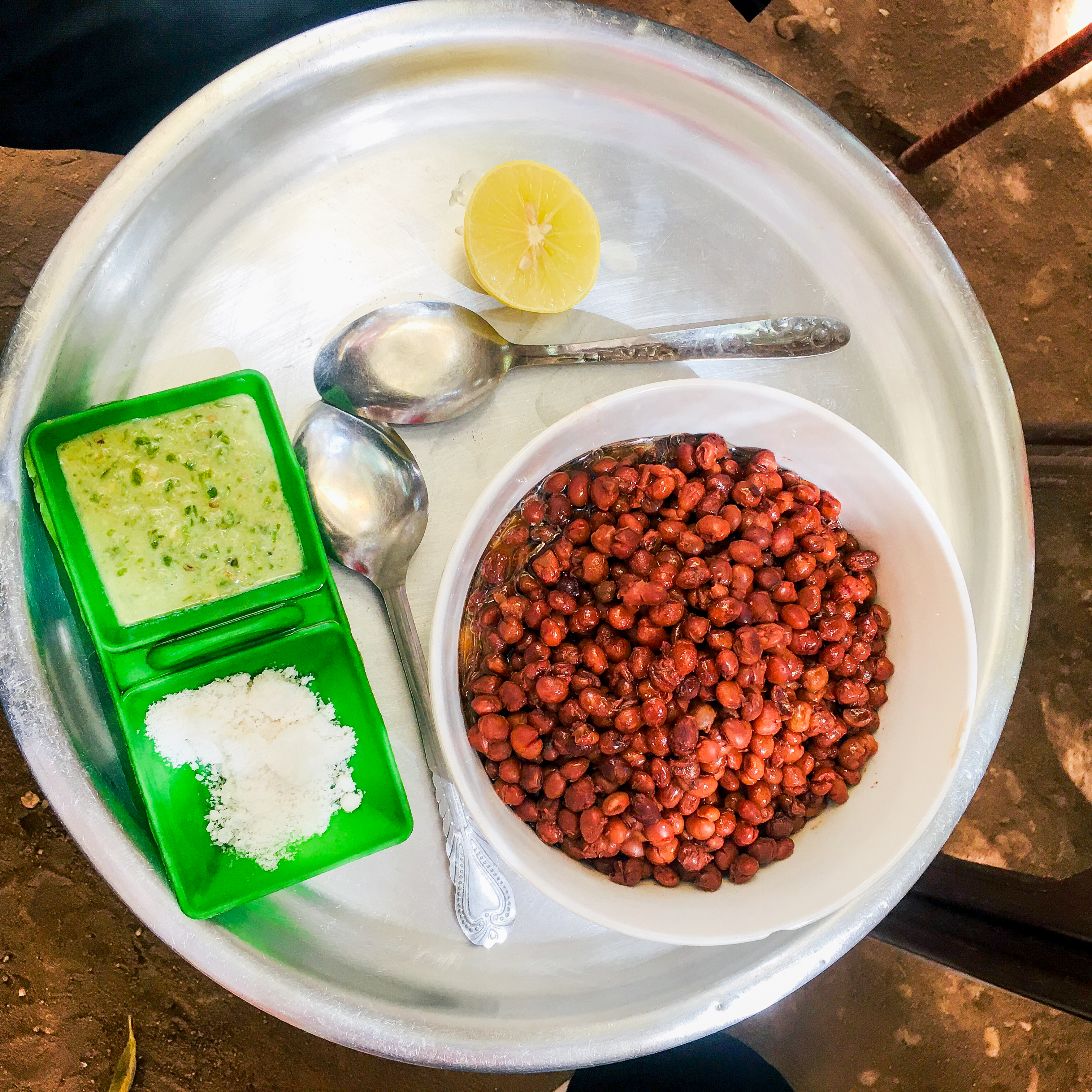
بليلة العدس السودانية
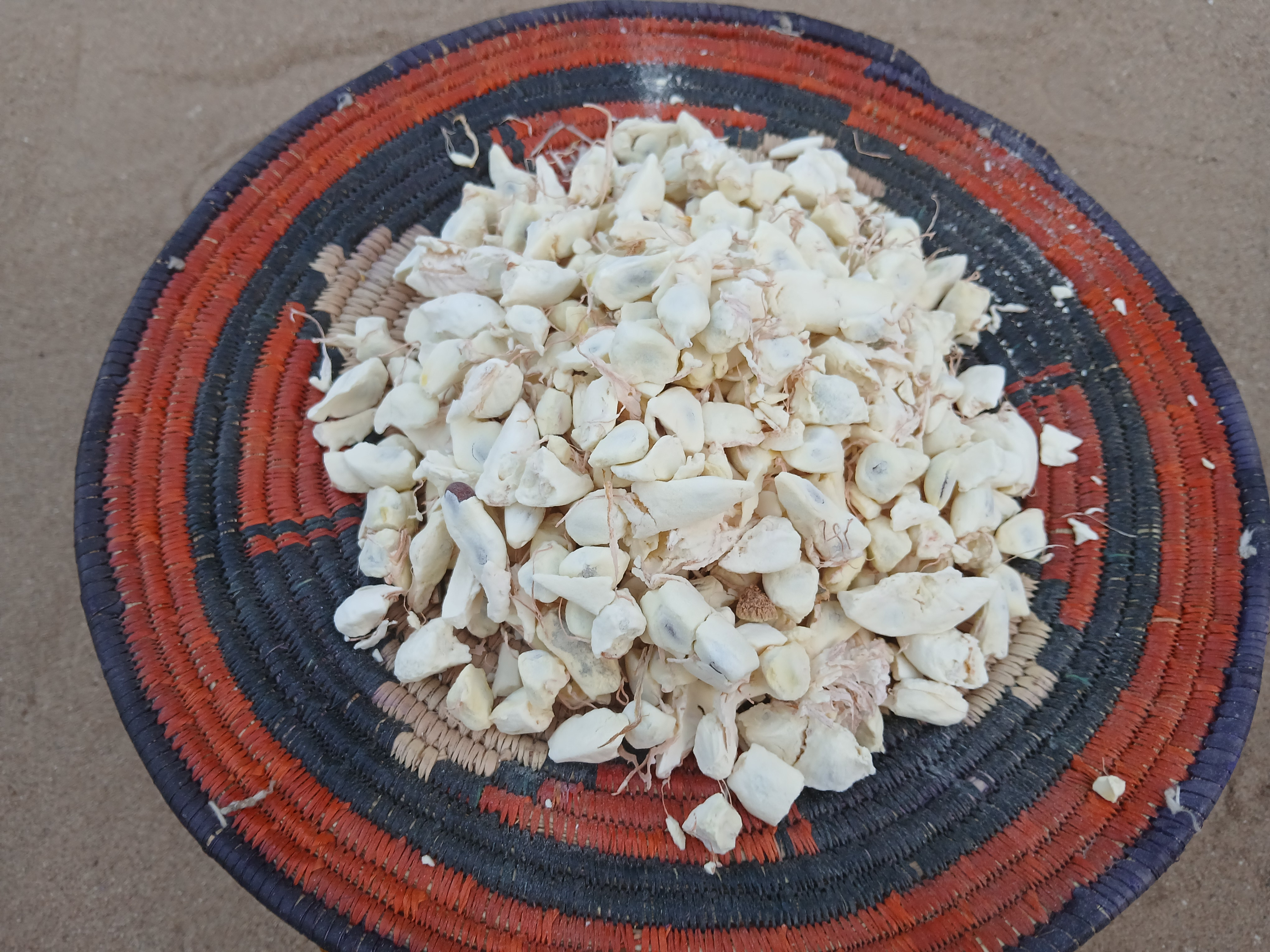
التبلدي الذي يستخدم في العصير السوداني
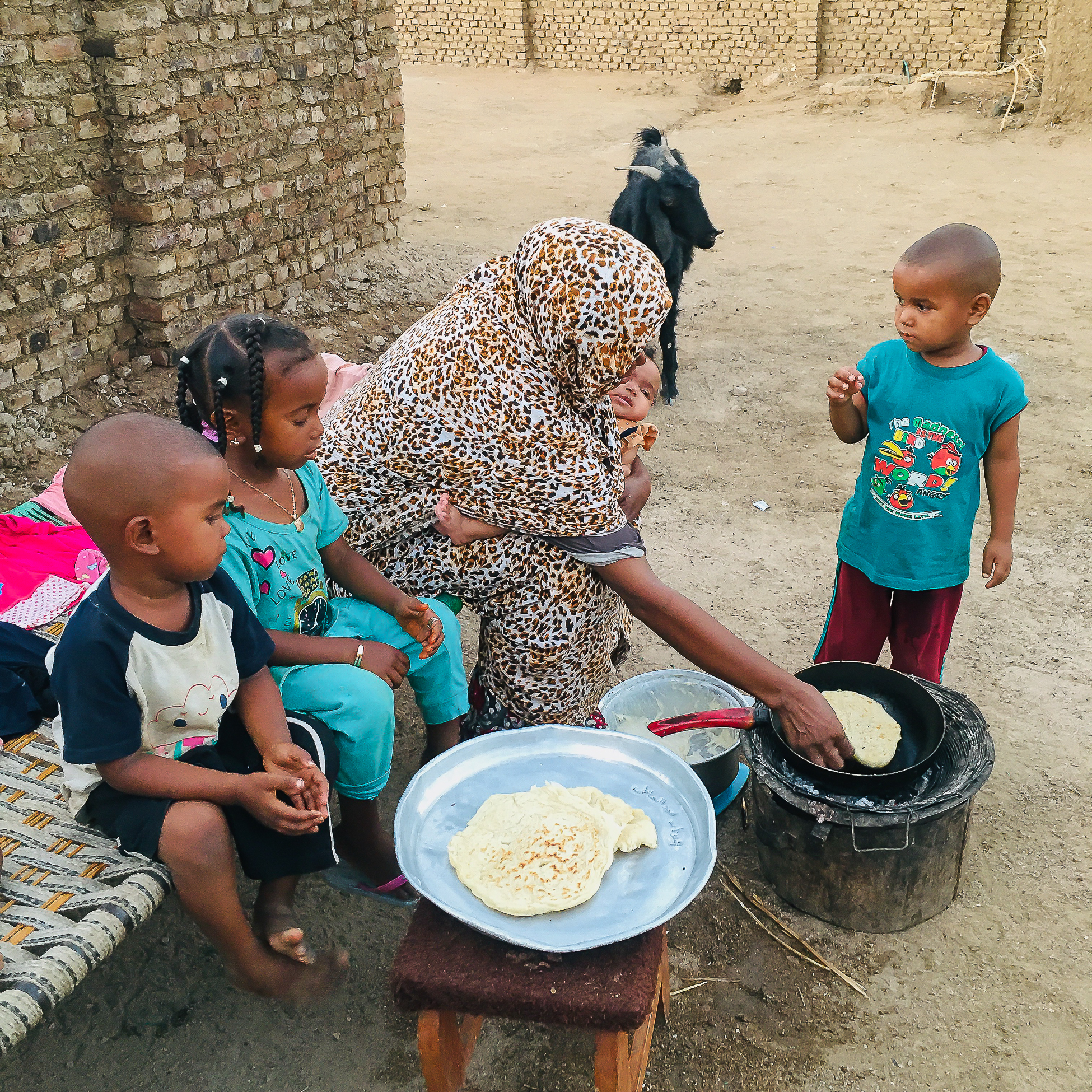
القراصة السودانية
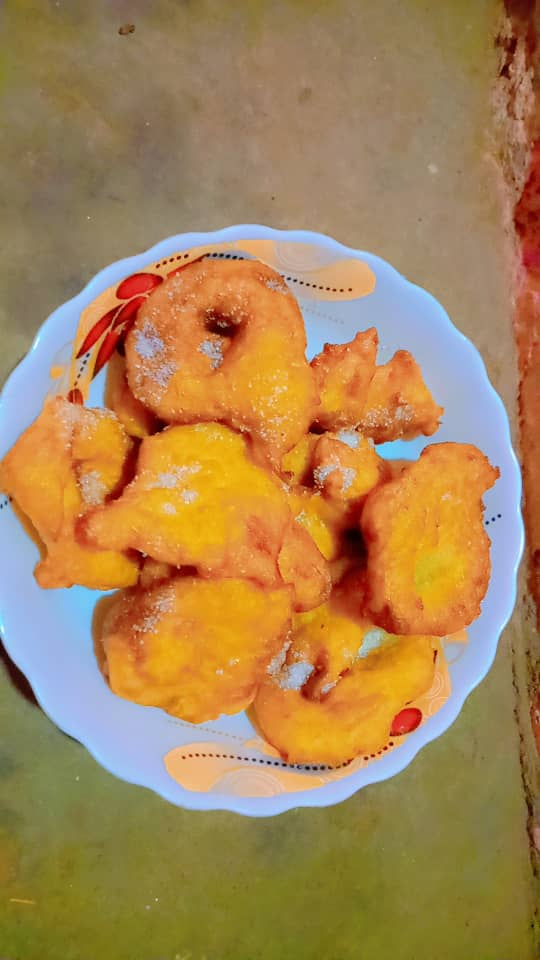
الزلابية السودانية
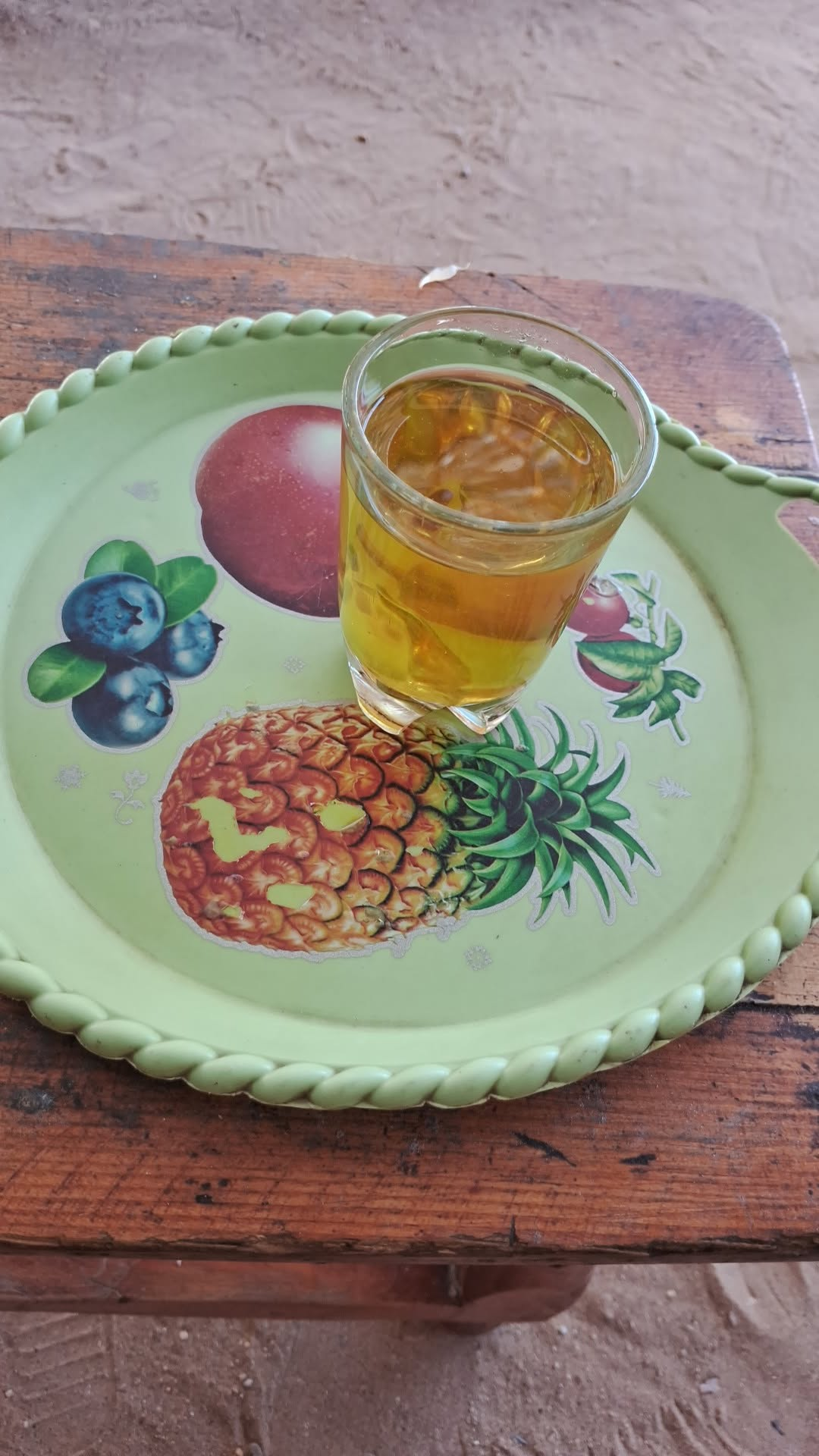
الشاي الجبلي السوداني
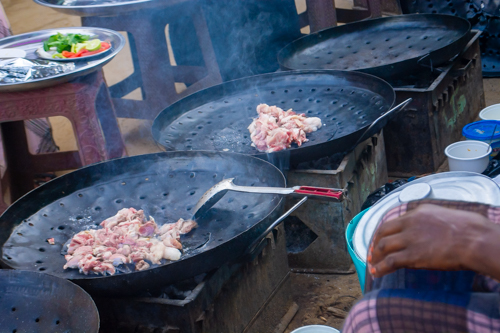
الشية السودانية
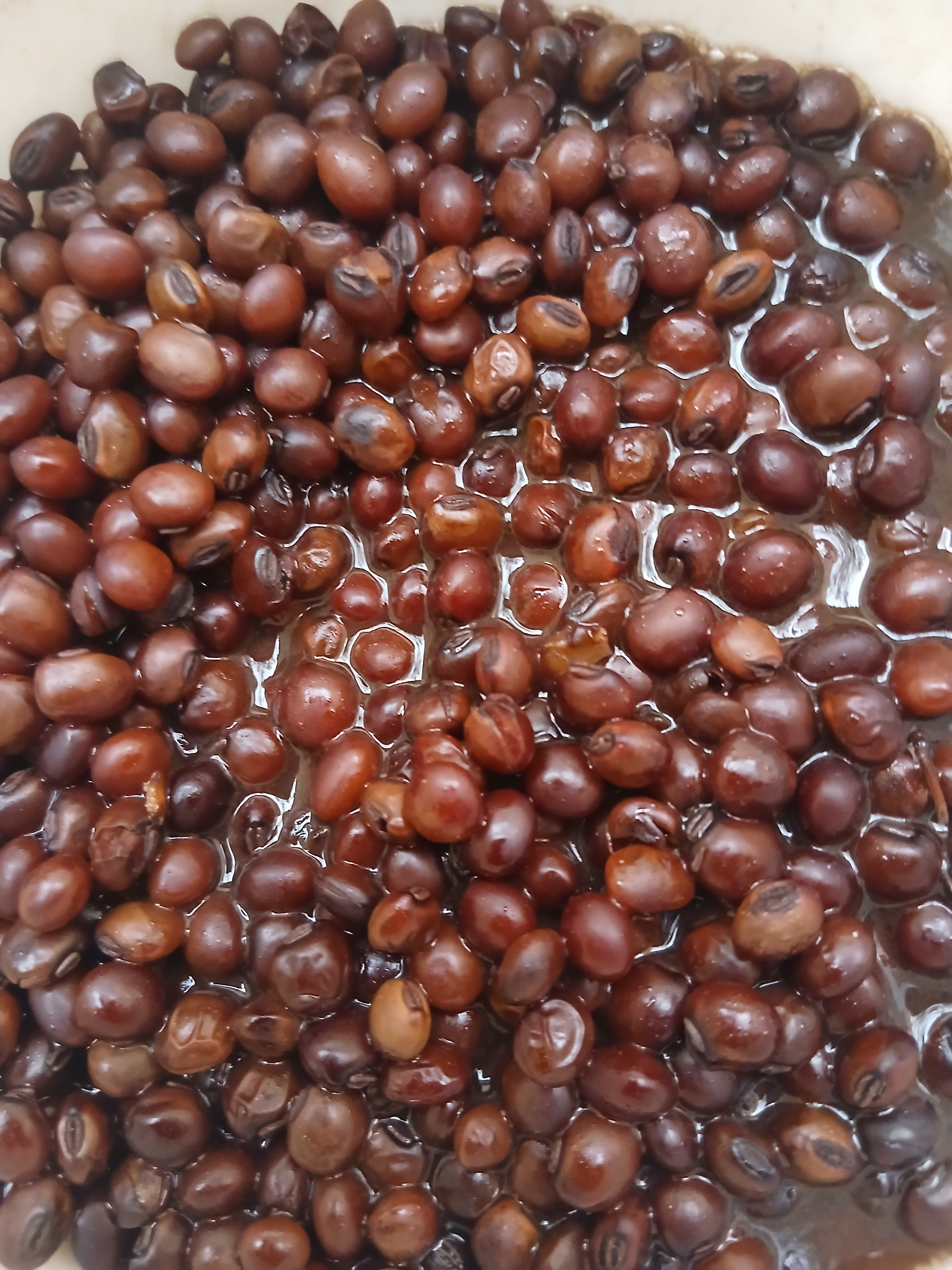
العدسية السودانية
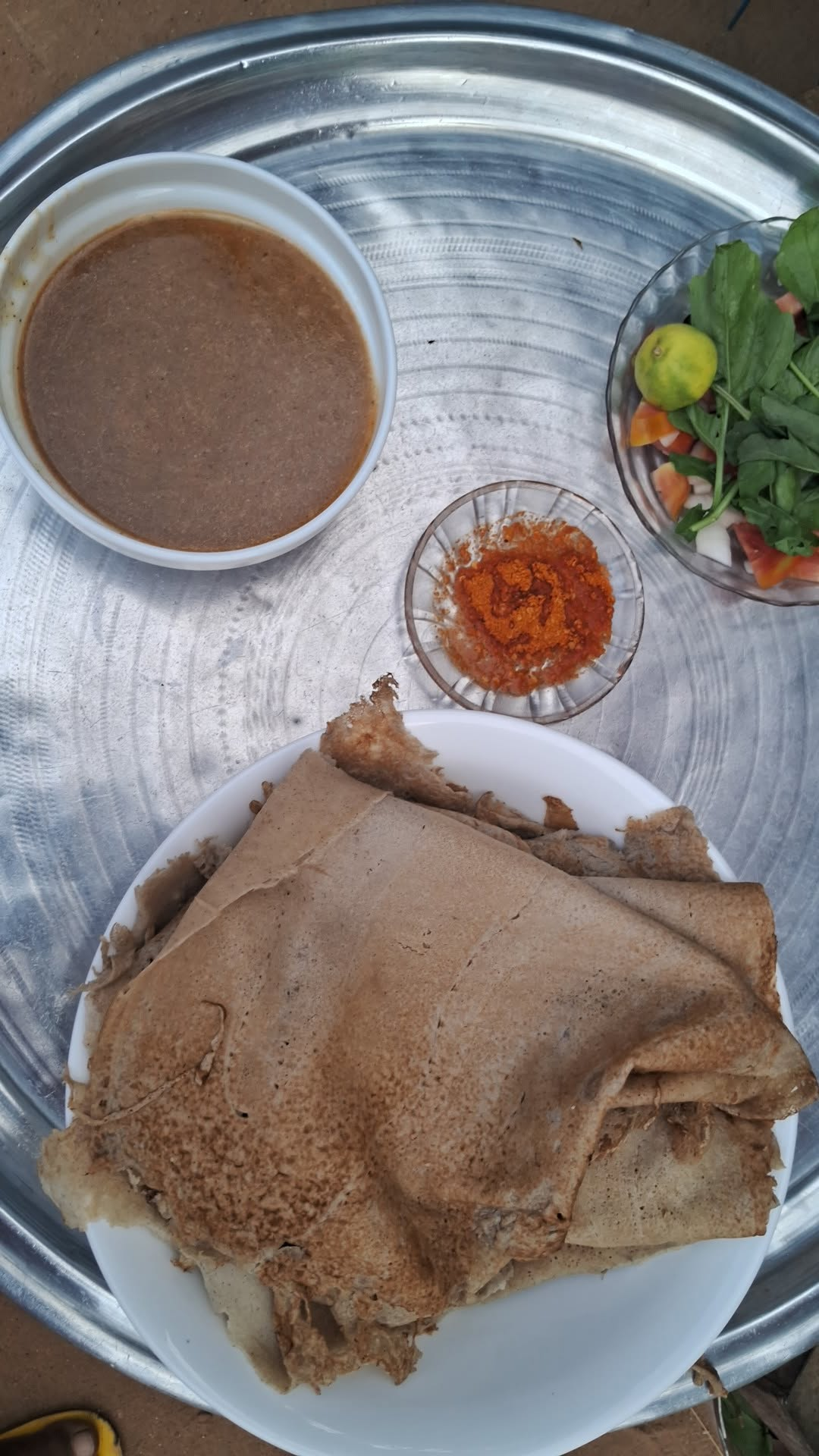
الكسرة السودانية وسلطة وملاح أم رقيقة
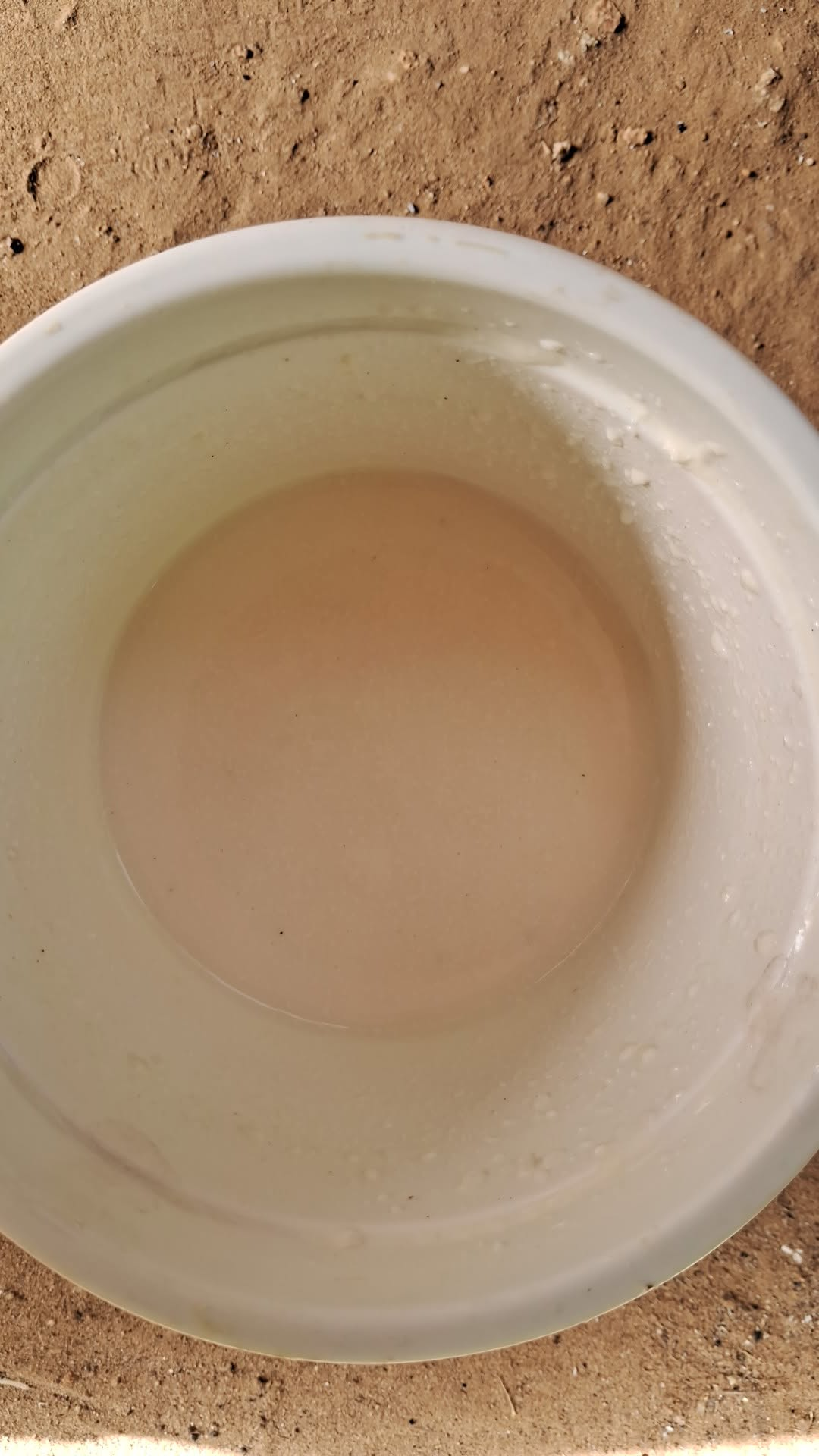
الروب السوداني

## وصلات خارجية
- http://www.sudanesecook.4t.com/sudanesefood2.htm#batatis نسخة محفوظة 24 مارس 2017 على موقع واي باك مشين.